# VIRGINAL
『VIRGINAL』（ヴァージナル）は、南野陽子のセカンド・アルバム。
1986年11月1日にCBS・ソニーから発売された。

## 解説
1stアルバム『ジェラート』から半年後にリリースされた2ndアルバム。
タイトルは「処女」を意味する「Virgin」の形容詞で「純潔」「無垢」と意味に因んだ。
『ジェラート』発売以降リリースされたシングルでは「風のマドリガル」が未収録。
先行シングル「接近 (アプローチ)」を収録。
CDのみ「接近 (アプローチ)」B面「せいいっぱいの想い出」を追加収録している。

## 収録曲（LP・CT）

### A面
| 全編曲: 萩田光雄（#1 コーラスアレンジ：木戸泰弘・萩田光雄）。 |                              |            |            |       |
| #                                                             | タイトル                     | 作詞       | 作曲       | 時間  |
| 1.                                                            | 「ガールフレンド」           | 小倉めぐみ | 木戸泰弘   | 3:28  |
| 2.                                                            | 「砂に埋めたSECRET」         | 青木久美子 | 亀井登志夫 | 3:29  |
| 3.                                                            | 「ニュー・イヤー・イヴ」     | 田口俊     | 亀井登志夫 | 3:32  |
| 4.                                                            | 「ベルベット・シークレット」 | 田口俊     | 岸正之     | 4:08  |
| 5.                                                            | 「呼びすてにしないで」       | 田口俊     | 亀井登志夫 | 4:03  |
| 6.                                                            | 「黄昏の図書館」             | 田口俊     | 鈴木雄大   | 3:51  |
| 合計時間:                                                     | 合計時間:                    | 合計時間:  | 合計時間:  | 22:31 |

### B面
| 全編曲: 萩田光雄。 |                          |            |            |       |
| #                  | タイトル                 | 作詞       | 作曲       | 時間  |
| 1.                 | 「接近（アプローチ）」   | 森田記     | 亀井登志夫 | 4:35  |
| 2.                 | 「私の中のヴァージニア」 | 戸沢暢美   | 木戸泰弘   | 5:11  |
| 3.                 | 「ムーン・ランデヴー」   | 田口俊     | 萩田光雄   | 4:37  |
| 4.                 | 「海のステーション」     | 田口俊     | 岸正之     | 5:29  |
| 5.                 | 「曲がり角蜃気楼」       | 小倉めぐみ | 木戸泰弘   | 4:24  |
| 合計時間:          | 合計時間:                | 合計時間:  | 合計時間:  | 24:16 |

## 収録曲（CD）
| 全編曲: 萩田光雄（#1 コーラスアレンジ：木戸泰弘・萩田光雄）。 |                              |            |            |       |
| #                                                             | タイトル                     | 作詞       | 作曲       | 時間  |
| 1.                                                            | 「ガールフレンド」           | 小倉めぐみ | 木戸泰弘   | 3:28  |
| 2.                                                            | 「砂に埋めたSECRET」         | 青木久美子 | 亀井登志夫 | 3:29  |
| 3.                                                            | 「ニュー・イヤー・イヴ」     | 田口俊     | 亀井登志夫 | 3:32  |
| 4.                                                            | 「ベルベット・シークレット」 | 田口俊     | 岸正之     | 4:08  |
| 5.                                                            | 「呼びすてにしないで」       | 田口俊     | 亀井登志夫 | 4:03  |
| 6.                                                            | 「黄昏の図書館」             | 田口俊     | 鈴木雄大   | 3:51  |
| 7.                                                            | 「接近（アプローチ）」       | 森田記     | 亀井登志夫 | 4:35  |
| 8.                                                            | 「私の中のヴァージニア」     | 戸沢暢美   | 木戸泰弘   | 5:11  |
| 9.                                                            | 「ムーン・ランデヴー」       | 田口俊     | 萩田光雄   | 4:37  |
| 10.                                                           | 「海のステーション」         | 田口俊     | 岸正之     | 5:29  |
| 11.                                                           | 「曲がり角蜃気楼」           | 小倉めぐみ | 木戸泰弘   | 4:24  |
| 12.                                                           | 「せいいっぱいの想い出」     | 田口俊     | 木戸泰弘   | 4:35  |
| 合計時間:                                                     | 合計時間:                    | 合計時間:  | 合計時間:  | 51:22 |